# لا کامپانلا

صفحهٔ نخست اتود لاکامپانلا (نسخهٔ ۱۸۵۱). به نت ر دیز تکرار شونده که نواختن آن نیازمند پرش دست راست است توجه کنید.

لاکامپانِلا (به ایتالیایی La Campanella) به معنی زنگ کوچک و نامی‌است که فرانتس لیست به موومان سوم از ویولن کنسرتوی شمارهٔ ۲ نیکولو پاگانینی، ویولن‌نواز استثنایی، ایتالیایی داد. وجه تسمیهٔ آن این است که صدای یک زنگ کوچک در سراسر قطعه به گوش می‌رسد و با ویولن همراهی می‌کند. لیست بر اساس این قطعه اتود لاکامپانلای خود را در سُل‌دیز مینور برای پیانو نوشت و در آن به دو تکنیک پرش دست و نیز تریل برای انگشتان ضعیفتر به طرز اساسی می‌پردازد.
این اتود سومین اتود از اتودهای شش‌گانهٔ پاگانینی است. مانند سایر اتودهای شش‌گانه دو نسخه دارد که نسخهٔ اول سال ۱۸۳۸ انتشار یافت و نسخهٔ دوم سال ۱۸۵۱. نیز همچون دیگر اتودهای شش‌گانه نواختن نسخهٔ نخست از نسخهٔ دوم دشوارتر است. به‌طور کلی این قطعه حتی نسخهٔ دوم آن از قطعات دشوار و (ویرچوئوسیک) پیانو به حساب می‌آید و بعضاً به عنوان آنکور در رسیتالها به کار می‌رود. لاکامپنلای فرانتز لیست در حقیقت، سخت‌ترین اتود پیانو برای دست راست است که با تکنیک تریل به همراه جهش‌های گسترده و فواصل بلند دولاچنگ نوشته شده‌است
این اتود به دلیل شناخته‌شدن به عنوان یکی از دشوارترین قطعاتی که تاکنون برای پیانو نوشته‌شده است مشهور است که نیازمند واکنش‌های سریع و بسیار بالای دست راست است. دست راست نوازنده نیازمند طی فواصل بلند میان هر اکتاو است. به طور کلی و در حالت استاندارد، این‌گونه جهش‌ها نیازمند چابکی انگشتان ضعیف‌تر دست است و می‌تواند مهارت و چابکی آنها را نیز به مرور افزایش دهد.